# Мосяжництво

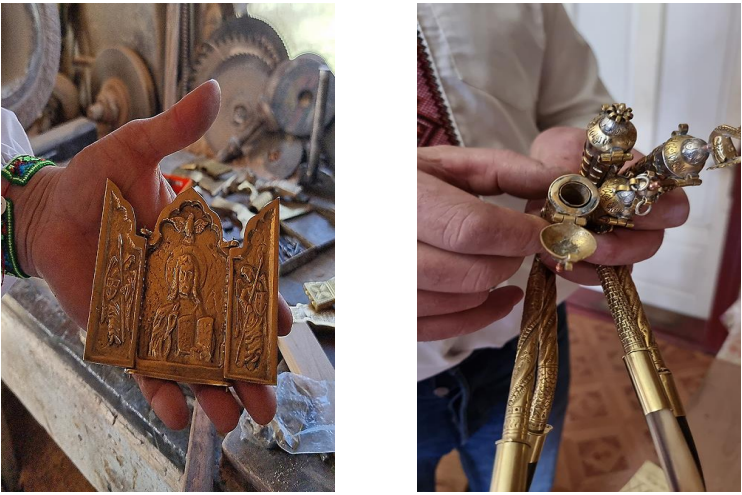
Мосяжництво Гуцульщини

Мося́жництво (від пол. mosiądz, чес. mosaz, словац. mosadz — «жовта мідь, латунь») — різновид художньої обробки металів (міді, латуні, бронзи), а також виготовлення з цих металів різноманітних виробів.
Мосяжництво належить ще до часів Стародавнього Єгипту, вироби знаходили в етруських, хеттських, фінських і давньослов'янських похованнях. Перші відомості про мосяжництво на території України пов'язані з Трипільською культурою. Високого рівня мосяжництво досягло в Київській Русі. З XVII ст. найбільшого розвитку набуло у Східних Карпатах, зокрема, в народному мистецтві гуцулів.
Термін «мосяжництво» — народний. На Гуцульщині мосяжем називали сплав кольорових металів, до складу якого входили мідь, олово і сурма. З цього сплаву робили різноманітні вироби і прикраси. Але під поняттям «мосяжництво» розумілася взагалі художня обробка кольорових металів і виготовлення з них різноманітних виробів. Народні майстри за допомогою примітивної техніки відливали та оздоблювали карбуванням, гравіюванням і металевою інкрустацією різні предмети господарського вжитку (ножі, кресала, лускоріхи), жіночі прикраси, убрання, гуцульські топірці тощо.
Перші відомі нам вироби мосяжництва на території Східних Карпат припадають на XVII ст. Це бартка майже прямокутної форми, прикрашена орнаментальними мотивами ільчастого письма, кривульок дубельтових, очок і дві кадильниці (Львівський музей українського мистецтва).
У другій пол. XVIII ст. — на поч. XIX ст. в районі Східних Карпат розгорнувся рух опришків, і мосяжники виготовляли, крім побутових речей, зброю, одним із поширених видів якої були палиці-топірці зі сталевим лезом. З другої половини XIX ст. мосяжництвом починають займатися на збут, продаючи вироби на ярмарках або скупникам. У першій половині XIX ст. художні вироби з кольорових металів виготовляли з латуні і міді, а з другої половини XIX ст. — з нейзильберу, який легко обробляється. Головними центрами мосяжництва були села Річка, Брустури, Путила. Найпоширенішими виробами мосяжництва були в цей час: прикраси до збруї, табівок, топірців, чепраги, хрещики, пряжки, оздоблення путильських люльок та ін. Мосяжництво було спадковим і передавалося з покоління в покоління, внаслідок чого утворювалися цілі родини мосяжників: Дудчаків з с. Брустури, Медвідчуків з с. Річки, Федюків з с. Дихтинця. 

На Гуцульщині майже в кожному гірському селі в першій половині XX ст. нараховувалося по кілька десятків народних майстрів — кустарів-мосяжників. Були вони і на Полтавщині, і на Одещині, Чернігівщині, Черкащині, Волині. 

У роки першої світової війни мосяжництво у Східних Карпатах занепадало. В наступний період кількість народних майстрів мосяжництва з року в рік зменшувалася, наприкінці 1935 року налічувалося всього 40 мосяжників, а в 1938 році художні вироби з кольорових металів виготовляли майстри лише п'яти сіл: Річки, Брустурова, Яворова, Красноїлова і Жаб'єго. Асортимент виробів того часу — це лускоріхи, ножі для розрізання паперу, пряжки, палиці, стремена, печатки, персні, застібки тощо. Вироби збувались на ярмарках і за посередництвом скупників у містах і курортних місцевостях. У 40-х роках створено художньо-промислові артілі, які виготовляли різні предмети: письмове приладдя, ножі для розрізання паперу, персні, браслети, брошки, пряжки, інші металеві дрібні вироби. 

Після другої світової війни творчо працювали артілі «Гуцульщина» в Косові (Івано-Франківської області) з двома філіями в с. Річці й Брустурові, які об'єднали, крім різьбярів по дереву, також народних майстрів обробки металів. Мосяжники використовували латунь, мідь і срібло. Поряд з цим широко застосовувалася жерсть (мосяжна бляха), дріт жовтий мосяжний та білий срібний. З бляхи виробляли прикраси для одягу, кінської збруї, посуду, мисливського знаряддя тощо, з дроту виготовляли різні ретязі — ланцюжки, а також оздоблювали дротом дерев'яні вироби — топорища для металевих барток, жіночі палиці, бочілочки, порохівниці, ложа для рушниць та колодки для ножів. З грубого мосяжу майстри-мосяжники відливали топірці-бартки, палиці, келефи, пряжки, ігольники, лускоріхи, персні та інші побутові речі й прикраси для одягу, хатнього інтер'єру й кінської збруї. Працюючи з металевими виробами використовували крупно- й дрібнозернисті напилки та рашпилі різних профілів — круглі, напівкруглі, тригранні, чотиригранні й прямокутні, шліфувальний папір, молотки, плоскогубці, щипці, дриль, кілька видів бурів, циркуль, лінійку з поділками, лещата, інструменти — пуансони, майзли і ножиці для різання жерсті. У 70-80 роках ХХ ст. виробництво мосяжних виробів, таких як топірці, палиці, келефи та інші стає як виробництво народних художніх промислів серійно.
У наш час творчо розвивають народні традиції гуцульські майстри-мосяжники І. Дудчак, М. та В. Медвідчуки, В. Федюк та ін. 

Багато виробів майстрів різних шкіл і напрямів мосяжництва виконані із застосуванням геометричного орнаменту. Є багато назв орнаментальних мотивів, що перекликаються з назвами орнаментальних мотивів різьби по дереву («зубці», «кривулька», «пацьорки», «підківки», «ільчасте письмо»); мотиви орнаменту, що означають тваринний світ («вороняча лапка», «журавлі», «когутики», «оленячі ріжки», «жабки», «гадючки», «п'явочки», «павучок»); мотиви, зв'язані з назвою архітектури («бані», «дашки», «вітрячок»); предметами побутового вжитку («грабельки», «колісниця», «борона», «сокирка», «візочок», «драбинка»). Є навіть мотиви, що зв'язуються з назвами народної їжі («калачики», «коровай», «медівнички»). Народні митці-мосяжники брали назви для своїх металевих виробів з життя, з довколишнього світу, відповідно стилізуючи їх та припасовуючи в орнаментальних композиціях.

Народне мосяжництво дало сильний поштовх, стало джерелом творчості для професійних художників і ювелірів початку ХХ ст. Зокрема, перегляд традиційних уявлень суспільства про ювелірні вироби в руслі пошуків нового стилю реалізувала у своїй творчості О. Кульчицька. Декор і форми виконаних художницею ювелірних виробів (брошок, кулонів, поясів, емалевих плакеток і шкатулок) засвідчують глибоке вивчення та творчу інтерпретацію форм, орнаментів, колориту гуцульських народних виробів. Наприкінці ХХст. форми народного мосяжництва стали основою творчості українця з Америки Любарта Ліщинського. У згардах, намисті, браслетах він застосовує техніку латунного лиття, смальту, венеційське скло.

В. В. Кобринський (1873—1958), засновник Українського народного музею «Гуцульщина» імені отця Йосафата Кобринського (заснований у 1926 році, відкритий у 1935) займався дослідженням мосяжних виробів Косівського та Верховинського районів. У музеї можна побачити велику колекцію мосяжу.